# Attentat du 17 janvier 2019 à Bogota
L'attentat du 17 janvier 2019 à Bogota est une attaque à la voiture piégée perpétrée le 17 janvier 2019 dans l'enceinte de l'école de police Francisco de Paula Santander de la Police nationale colombienne à Bogota, capitale de la Colombie. L'explosion provoque la mort de vingt et une personnes, dont celle de l'auteur, et fait soixante-huit blessés. Le gouvernement attribue l'attaque à l'Armée de libération nationale (ELN), un mouvement armé guévariste, qui effectivement la revendique le 21 janvier.
C'est l'attentat le plus meurtrier dans le pays depuis 2003.

## Contexte

### Conflit colombien
Le conflit colombien a commencé en 1964, bien que la violence systématique dans le pays puisse être datée depuis la fin du 19e siècle (guerre des mille jours). L'Armée de libération nationale (ELN) est l'un des acteurs les plus importants du conflit en cours. Pendant des décennies, des attaques ont été réalisées par des rebelles de gauche ou le cartel de la drogue de Medellín de Pablo Escobar. Mais alors que le conflit colombien prend fin et que le plus grand groupe rebelle du pays, les Forces armées révolutionnaires de Colombie (FARC), a été désarmé dans le cadre d'un accord de paix en 2016, la sécurité s'est améliorée et les attaques sont devenues moins fréquentes.
Des attaques sporadiques ont touché la ville depuis le début de l'accord de paix. La plus importante a été une explosion dans le centre commercial haut de gamme Andino en juin 2017 qui a tué trois personnes, dont une Française, et en a blessé 11 autres. La police a ensuite arrêté plusieurs membres présumés d'un groupe de guérilla urbaine d'extrême gauche appelé le Mouvement révolutionnaire du peuple pour l'attentat à la bombe. Le 4 juin 2022, une membre de l'ELN présumée responsable a été arrêtée.

### Dialogue de paix
L'accord de paix de 2016 entre les FARC et le gouvernement colombien a permis à l'ELN de se renforcer dans la région. Le gouvernement colombien a tenté d'établir un dialogue de paix avec l'ELN à partir 2017 mais sans accepter de cessez-le-feu bilatéral. Les négociations ont ensuite été suspendues par le président Ivan Duque, opposant revendiqué aux négociations avec les groupes rebelles, dès sa prise de fonction en 2018,. L'ELN, cependant, a insisté sur le fait que le gouvernement colombien devrait poursuivre le dialogue. Entre 2017 et jusqu'à l'attaque, des responsables colombiens ont déclaré que l'ELN avait participé à au moins 400 attaques terroristes dans le pays depuis le début du dialogue, dont la destruction d'un hélicoptère civil et l'enlèvement de ses occupants.

### L'ELN au Venezuela
Selon InSight Crime, l'ELN et les dissidents des FARC se seraient rencontrés au Venezuela pour former une alliance potentielle en octobre 2018. Des sources basées dans le département d'Arauca en Colombie ont fourni l'information, avec des rapports selon lesquels les groupes participeraient ensemble à des activités illicites. Il a également été allégué que l'ancien commandant des FARC, Iván Márquez, avait participé aux pourparlers avec l'ELN.
En novembre 2018, InSight Crime a également signalé que l'ELN était présente dans plus de douze États vénézuéliens, s'étendant de la frontière Colombie-Venezuela à l'ouest à travers le Venezuela et jusqu'au Brésil et à la Guyane à l'est. Insight Crime déclare que le président vénézuélien Nicolás Maduro était tolérant envers l'ELN, que " l'expansion de l'ELN au Venezuela a été marquée par l'inaction et même les encouragements de l'administration Maduro envers le groupe ", avec des rapports de l'ONG vénézuélienne Fundación Redes selon lesquels l'armée vénézuélienne avait peut-être armés l'ELN.

## Événements

### Planification
Procureur général Néstor Humberto Martínez (es) a identifié l'auteur comme étant José Aldemar Rojas Rodríguez, un homme de 57 ans du département nord de Boyacá, connu sous le nom de "Mocho Kiko" en raison de sa main manquante due à une explosion précédente,,. Rojas aurait été impliqué dans l'ELN pendant trois décennies et aurait été chef du renseignement pour une branche du groupe. Depuis 2011, Rojas aurait enseigné aux militants de la guérilla au Venezuela comment fabriquer des explosifs.
Ricardo Carvajal, qui a déjà fait l'objet d'une enquête pour trafic de drogue en 2012 mais a été acquitté des charges, aurait enrôlé Rojas pour l'attentat qui, selon les autorités colombiennes, était planifié depuis plus de dix mois. En mai 2018, les archives colombiennes montrent que Rojas a acheté un Nissan Patrol de 1993 à Mauricio Mosquera, qui était auparavant accusé de terrorisme et de rébellion,. Le 27 juillet 2018, le véhicule a été officiellement inspecté dans la ville d'Arauca située à la frontière de la Colombie et du Venezuela où l'ELN contrôle principalement le territoire,.

### Attaque

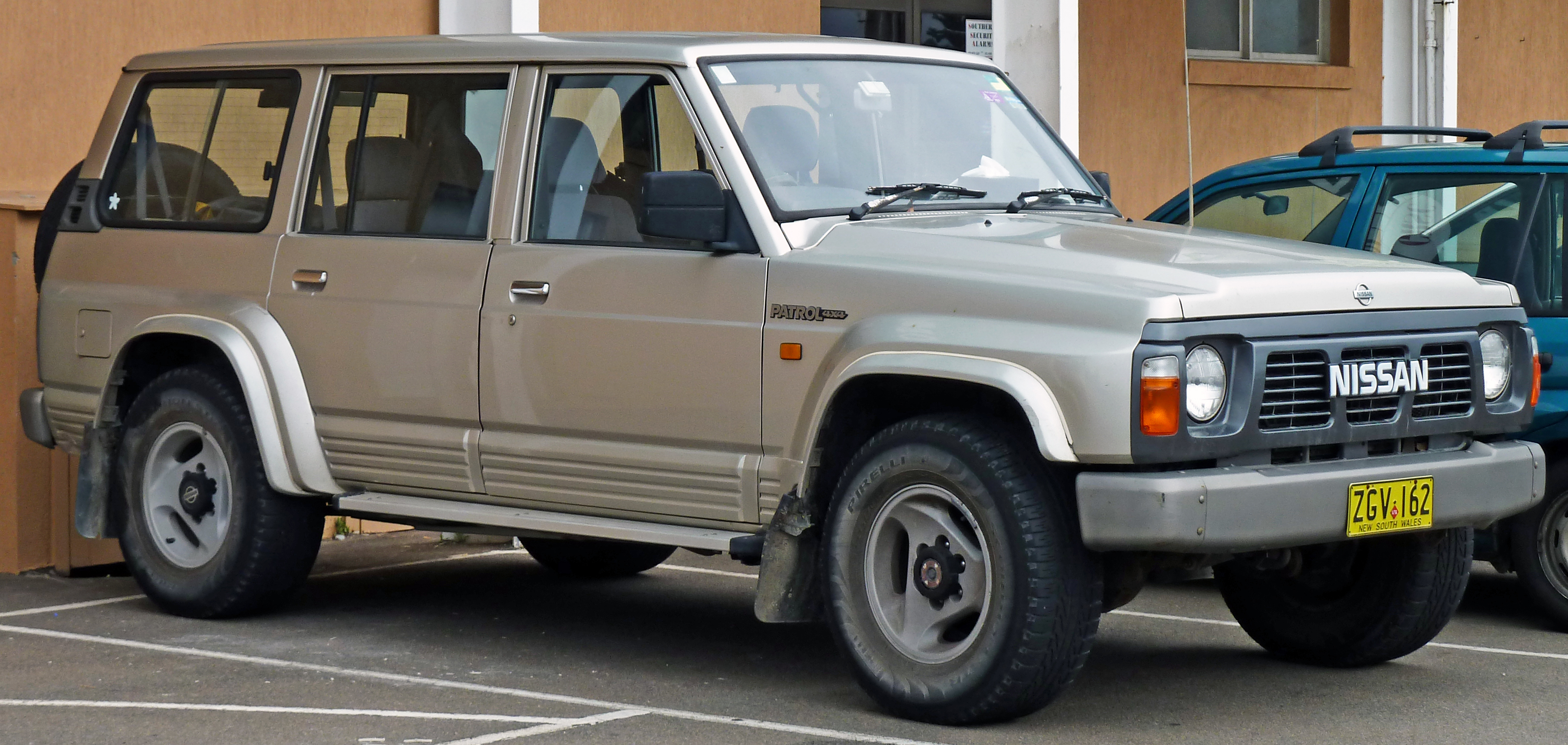
Un Nissan Patrol, similaire à celui détenu par Rojas.

Les autorités ont indiqué que le 17 janvier 2019 à 9h30 matin, Rojas conduisait son Nissan Patrol chargée de 80kg de pentolite sur le campus de l'Académie nationale de police General Santander et a déposé un passager à un arrêt de bus à proximité. Rojas aurait ensuite conduit son véhicule dans une rue latérale utilisée pour les livraisons pour se rendre sur le campus. Lorsqu'un chien de détection a signalé des explosifs dans le véhicule, le conducteur a forcé un point de contrôle de sécurité et des agents de sécurité,,. La voiture piégée a ensuite explosée près des dortoirs des femmes à l'académie de police alors que les étudiants quittaient une cérémonie de promotion,. On ne sait pas si l'auteur a lui-même fait exploser les explosifs ou si c'est l'individu qu'il a laissé près de l'arrêt de bus qui a déclenché à distance.
Immédiatement après, les autorités ont commencé à enquêter sur les liens possibles de Rojas avec le mouvement de guérilla de l'Armée de libération nationale (ELN), le gang du crime organisé Clan Úsuga ou les dissidents des FARC.

### Enquêtes initiales
Le 18 janvier, le ministre de la Défense Guillermo Botero a identifié Rojas Rodríguez comme un membre de longue date de l'ELN, au sein de laquelle il était expert en explosifs. Les enquêteurs ont pu identifier Rojas avec des images de caméras de sécurité et les empreintes digitales de sa main restante.
Un deuxième individu, qui, selon le procureur général Martínez, "avait participé à l'attaque", a été arrêté à Bogotá à 14h30 le lendemain de l'attaque. L'individu a été identifié comme Ricardo Carvajal après qu'il aurait avoué les attentats à la bombe lors d'un appel téléphonique intercepté par les enquêteurs,. Il a été retrouvé avec un "manuel du combattant" et de nombreuses combinaisons. Carvajal Salgar a nié avoir été impliqué dans l'attaque et sa famille a déclaré que les combinaisons étaient utilisées pour les travaux qu'il effectuait.
Selon les autorités colombiennes, des opérations sont en cours dans Bogotá et le département d'Arauca pour capturer d'autres personnes soupçonnées d'avoir été impliquées dans l'attaque, et que l'ELN était responsable bien que l'organisation n'ait pas revendiqué l'attaque comme elle l'a fait autrefois.

### Fin du dialogue de paix
Le président Iván Duque Márquez a annoncé le 18 janvier que le dialogue de paix entre le gouvernement colombien et l'ELN était officiellement suspendu. Duque a également exigé que Cuba extrade les dix dirigeants de l'ELN qui ont trouvé refuge sur la nation insulaire lors des pourparlers de paix et de la réactivation de leurs notices rouges d'Interpol, et il critiqua également le Venezuela d'avoir fourni un refuge à l'ELN à la frontière colombo-vénézuélienne. En réponse à la demande, le ministre cubain des Affaires étrangères a annoncé que Cuba respecterait les protocoles des négociations en cours entre les deux parties.
En Colombie, le quotidien El Espectador s'est montré très critique à l'égard de la violation des protocoles par le gouvernement colombien: « C’est de cette façon que le gouvernement Duque va traiter les pays alliés qui ont été fondamentaux pour les négociations ?  En les mettant dos au mur ? Ces pays ont prêté leur crédibilité pour que les deux parties puissent avoir confiance, que des règles définies au préalable soient dument respectées. Comment peut-on aujourd’hui exiger qu’ils violent ces règles et, s’ils ne cèdent pas, laisser entendre qu’ils sont des facilitateurs du terrorisme ? ».
Les États-Unis décident, le 11 janvier 2021, à la suite notamment d'une demande du gouvernement colombien, d'inscrire Cuba sur leur liste de pays finançant le terrorisme pour ne pas avoir livré les négociateurs de l'ELN.
Le président de l'Assemblée nationale constituante du Venezuela, Diosdado Cabello, a nié toute implication vénézuélienne dans les attentats du 17 janvier. Le 21 janvier, le ministre colombien des Affaires étrangères, Carlos Holmes Trujillo, a appelé à une "réponse concrète" du gouvernement de Nicolás Maduro au Venezuela sur la présence ou non de l'ELN au Venezuela, expliquant qu'avant l'attaque, le gouvernement colombien avait demandé au gouvernement vénézuélien sur la présence potentielle de groupes ELN au Venezuela sans donner de réponse. Holmes Trujillo a également déclaré que le gouvernement Maduro avait adopté des "positions évasives" en parlant de l'ELN.

### Revendication de responsabilité
L'ELN a reconnu sa responsabilité dans l'attaque, affirmant que l'attentat avait été effectué en représailles au fait que le gouvernement colombien n'avait pas respecté le cessez-le-feu en menant des attaques contre ses camps, justifiant que le gouvernement et les cadres de ses forces de sécurité étaient ainsi devenus des cibles légitimes et a appelé à la reprise du dialogue de paix. Selon l’organisation :«L'opération effectuée contre ces installations et ces troupes est licite dans le cadre du droit de la guerre, il n'y a eu aucune victime non combattante».
Le haut commissaire à la paix, Miguel Ceballos, s'est prononcé contre le fait que ses membres ne soient plus mis à l'abri maintenant qu'il en a revendiqué la responsabilité.

## Réactions
Les dirigeants de la Force alternative révolutionnaire commune (FARC) ont déploré l’usage de la violence et ont exprimé leur solidarité aux familles des victimes.
Une ressortissante étrangère, identifié comme une cadette de l'Équateur, a été tué dans l'attaque, tandis que trois ressortissants du Panama, un des États-Unis et un autre également de l'Équateur ont été blessés. Leurs gouvernements respectifs ont exprimé leur condamnation pour l'attaque et l'assistance à leurs citoyens.
- Cuba - Cuba a partagé des condoléances avec la Colombie, son ministère des Affaires étrangères indiquant Cuba "agira avec un respect strict pour les protocoles de dialogue et de paix signés par le gouvernement et l'ELN, y compris le protocole en cas de rupture dans les négociations".

- Équateur - Le président Lenín Moreno a déploré la mort d'Erika Chicó, la cadette équatorienne tuée dans l'attaque et a exprimé ses condoléances à la Colombie. Il a également annoncé qu'il devait envoyer le vice-président Otto Sonnenholzner à Bogotá accompagné de proches de Chicó[27].

- Panama - L'ambassade panaméenne de Bogotá a exprimé son indignation de l'attaque et a fourni un numéro de téléphone pour des informations sur les cadets panaméens touchés.

- États-Unis - Le secrétaire d'État adjoint des affaires de l'hémisphère occidental, Kimberly Breier, a condamné l'attentat et a déclaré: "Nos condoléances et sympathies vont aux victimes et aux membres de la famille des personnes tuées", tandis que l'ambassade des États-Unis à Bogotá a offert son "aide dans l'enquête sur cette attaque répréhensible "[28].

L'Argentine, le Brésil, le Pérou, le Venezuela et l'Organisation des États américains ont également condamné l'attaque.

## Marche contre le terrorisme
Une marche intitulée « Unis contre le terrorisme » a lieu le 20 janvier dans la capitale, en présence du président Iván Duque, de son gouvernement et de plusieurs chefs de l'opposition. Le cortège se dirige vers la place Bolívar, au pied de la cathédrale de l'Immaculée-Conception dans laquelle une messe est dite.